# Pithecellobium longipendulum
Pithecellobium longipendulum är en ärtväxtart som beskrevs av Enrique Forero och Alwyn Howard Gentry. Pithecellobium longipendulum ingår i släktet Pithecellobium och familjen ärtväxter. Inga underarter finns listade i Catalogue of Life.